# David Solomon Sassoon
David Solomon Sassoon (1880 – 1942) è stato un antiquario e filantropo britannico.

## Biografia
Nipote di David Sassoon, David Solomon Sassoon, viaggiò costantemente con l'unico proposito di raccogliere e collezionare libri e manoscritti ebraici, che in seguito catalogò in un libro in due volumi intitolato Ohel David. La grande importanza di tale collezione privata non può essere sopravvalutata, poiché offre agli studiosi di ebraismo  l'opportunità di esaminare almeno ventiquattro riti liturgici distinti, utilizzati dalle diverse comunità ebraiche del XIX secolo: Aleppo, aschenazita, ebrei egiziani, ebrei italiani, nordafricani (Marocco), Tunisi, Tlemcen, Caraiti, sefarditi (spagnoli), Bene Israel, ebrei di Cochin, turchi, yemeniti, e altri. David Solomon Sassoon inizialmente possedava circa 412 manoscritti e venti incunaboli, i più rari acquisiti a Baghdad. Nel 1914, la collezione Sassoon ammontava a 500 manoscritti; tra il 1914 e il 1932, quando venne pubblicato il Catalogo, i manoscritti raggiungevano un totale di 1220, di cui 1153 sono interamente descritti nel Catalogo. Quando David e sua madre visitarono la Terra santa nel 1925, acquistò l'opera Decisioni di Rabbi Isaiah ben Mali di Trani il Vecchio (XIII secolo) sul Trattato Hullin (MS Nr. 702, Cat. p. 697).

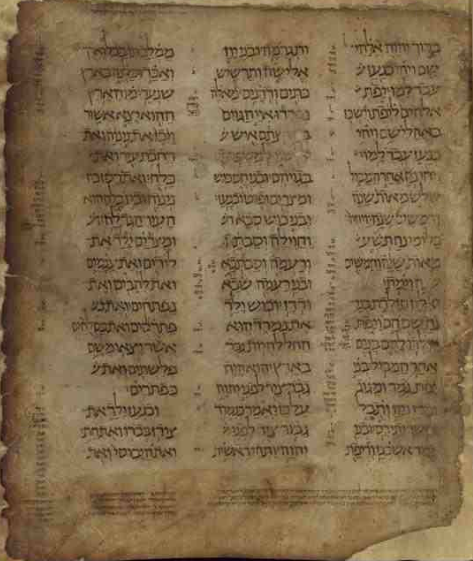
Pagina del Pentateuco di Damasco

Uno dei manoscritti più importanti da lui ottenuti è Sefer Halakhot Pesuḳot di Rabbi Yehudai Gaon, opera avuta da un ebreo dello Yemen nel 1911, ma scritta a Babilonia o in Persia nel nono o decimo secolo. In Yemen acquisì una copia scritta a mano della Guida dei perplessi di Maimonide, scritta in Spagna nel XIV secolo (1397). Forse l'acquisto più importante di Sassoon fu la Bibbia Farhi, un codex comprato ad Aleppo. Si dice sia stato scritto da Elisha Crescas in Provenza tra gli anni 1366-1383. Il codex viene ora conservato nel caveau di una banca svizzera.
Un altro tesoro recuperato da Sassoon è il Pentateuco di Damasco, codex che egli acquistò a Damasco nel 1915 e che è stato poi acquistato dalla Biblioteca nazionale di Israele a Gerusalemme nel 1975. Particolarmente apprezzabile fu anche l'acquisto nel settembre 1923 di Diwan di Samuel ibn Naghrillah (MS Nr. 589, Cat. pp. 451–460), che la Oxford University Press ha pubblicato con una introduzione di Sassoon nel 1924. Naghrillah (993-1056) morì dieci anni prima della conquista normanna dell'Inghilterra. Molti dei manoscritti e incunaboli raccolti da David S. Sassoon furono messi all'asta da Sotheby's di Londra a Zurigo e New York, tra gli anni 1975-1994, per saldare gli obblighi fiscali britannici del patrimonio Sassoon. Oggi, gran parte di ciò che resta della collezione privata di manoscritti ebraici di David Solomon Sassoon è conservata presso l'Università di Toronto in Canada, sebbene un esiguo gruppo di manoscritti si trovi alla British Library, offerto alla biblioteca in luogo delle imposte governative dovute, o acquistato alle aste di Sotheby's negli anni 1970.
Suo pronipote fu il poeta Siegfried Sassoon e altro suo discendente è l'attore Jack Huston.